# Жерар де Рідфор
Жерар де Рідфор (фр. Gerard de Ridefort; близько 1141, Фландрія — 4 жовтня 1189, Акра, Палестина) — великий магістр ордена Храму з жовтня 1184 по 4 жовтня 1189.

## До обрання магістром
Народжений у Фландрії близько 1141, Жерар де Рідфор прибув у Святу землю на початку 1170-х (до 1174). Перший час перебував на службі графа Триполі Раймунда III, однак після сварки з ним покинув графство і перейшов на королівську службу. У 1179 році був призначений королем Балдуїном IV на посаду маршала королівства. Пізніше вступив в орден Храму, де в 1183 став сенешалем. У жовтні 1184 Жерар де Рідфор займає пост великого магістра ордена Храму.

## Діяльність як великого магістра
Жерар де Рідфор, за свідченнями сучасників, був запальний і часто приймав необдумані рішення. Він був одним з прихильників війни з Саладіном і вкрай різко виступав проти спроб укласти з ним мир. Крім того, де Рідфор перебував у поганих відносинах з магістром ордена госпітальєрів та представниками вищої знаті королівства. Тим не менш, він був відомий як хороший оратор, здатний переконати інших у своїй правоті.
У 1187 Жерар де Рідфор очолив тамплієрів у поході хрестоносців проти Саладіна. Перед боєм при Хаттіні саме він виступив з ідеєю марш-кидка через випалену пустелю, що в підсумку вартувало хрестоносцям перемоги; найімовірніше, що свою точку зору він захищав насамперед тому, що вона суперечила думці Раймунда Триполійського, з яким у магістра давно були ворожі стосунки. Завдяки своїм хорошим ораторським здібностям де Рідфор зміг переконати короля Гі де Лузіньяна в необхідності наступу, який і був розпочатий 3 березня 1187.
У битві при Хаттіні армія хрестоносців була вщент розгромлена, всі тамплієри загинули або були захоплені в полон і пізніше страчені. Життя зберегли лише Жерару де Рідфору, що згодом стало одним з аргументів на знаменитому процесі проти тамплієрів. Не виключено, що між магістром та султаном і справді був укладений якийсь договір. Так чи інакше, Жерар де Рідфор якийсь час залишався в полоні у мусульман. Перебуваючи в заручниках, де Рідфор наказав тамплієрам Гази та інших великих фортець здати їх без бою. Після того як тамплієри виконали наказ — вони не мали права не послухатися магістра — Жерар де Рідфор був відпущений на свободу. Репутація його серед власних лицарів була заплямована: вже саме по собі те що, він здався в полон ворогові і залишився живий, було порушенням статуту ордена. Більше того, серед тамплієрів стали ходити чутки про те, що великий магістр заради порятунку власного життя прийняв іслам.
Після звільнення з полону Жерар де Рідфор намагався відновити своє добре ім'я, беручи участь у воєнних операціях проти мусульман, однак у битві при Акрі 4 жовтня 1189 був знову захоплений у полон і обезголовлений.